# Новотельнов, Сергей Абрамович
Сергей Абрамович Новотельнов (1 июля 1882, Лацкое, Мологский уезд, Ярославская губерния— 1956, Ленинград) — врач-ортопед-травматолог, доктор медицины, профессор, генерал-майор медицинской службы.

## Биография
В 1905 г. окончил Нарвскую гимназию.
В 1911 по окончании Военно-медицинской академии в Санкт-Петербурге командирован в Персию, на Балканы (Болгарию и Сербию) в качестве ординатора хирургических госпиталей. Экстерн Обуховской больницы.
Участсовал в противочумной компании на Дальнем Востоке 1910—1911 гг.
С 1913 г. ассистент хирургического отделения больницы Святой Марии Магдалины, с 1914 г. врач больницы Св. Марии Магдалины, заведующий рентгеновским кабинетом, с 1915 по 1918 гг. ординатор хирургической клиники профессора В. А. Оппеля.
Во время Первой мировой войны — заведующий городским хирургическим лазаретом № 220 при Министерстве иностранных дел, старший хирург лазарета № 226.
После Октябрьской революции — ассистент больницы имени Веры Слуцкой.
Профессор Детского ортопедического института им. Турнера в Ленинграде, с 1945 по 1947 гг. — заместитель директора по науке
С 1941 по 1951 гг. руководил кафедрой военной травматологии и ортопедии Военно-медицинской академии имени С. М. Кирова
Член Российского хирургического общества имени Пирогова.
Автор системы оказания ортопедической помощи раненым и инвалидам войны, более 100 научных работ — по проблемам патогенеза и лечения родовых параличей верхней конечности, лечению костно-суставного туберкулеза и дефектов органов движения, вызванных спинальным детским параличом и др.
Похоронен на Богословском кладбище.

## Научные труды
- Новотельнов С. А. Ранения остроконечными турецкими пулями разных тканей с различных расстояний // Сборник докладов врачей РОКК — участников Балканской кампании 1912—1913 гг. Петроград. 1914.
- Новотельнов С. А. Столбняк и применение противостолбнячной сыворотки // Врачебная газета. 1914. № 47.
- Новотельнов С. А. К вопросу о закрытии костных полостей после огнестрельных переломов. Петроград. 1916.
- Новотельнов С. А. Лечение вывихов, осложнённых переломом вывихнутого рычага // Ортопедия и травматология. 1935. № 6.
- Новотельнов С. А. Механизм происхождения типичных родовых повреждений верхней конечности // Труды военно-медицинской академии РККА имени С. М. Кирова. 1937. Т IX. С. 165—179.
- Новотельнов С. А. Созон-Ярошевич. А. Ю. Опыт работы по борьбе с травматизмом на заводе «Красный выборжец» // Советская ъирургия. 1933. Т. 5. Вып. 6. С. 268—276.
- Новотельнов, С. А. Инструкция по заготовке сфагна для перевязочных целей / Проф. С. А. Новотельнов ; АН СССР, Ботанический институт им. В. Л. Комарова; [отв. ред. проф. В. П. Савич]. — [Л.] : Изд-во АН СССР, 1941. — 11, [1] c.
- Новотельнов, Сергей Абрамович.
- Новотельнов С. А. Вечные враги нашего здоровья и борьба с ними. Петербург : Гос. изд-во, 1921. — 28 с.
- Новотельнов, С. А. Сфагн (торфяной мох) как всасывающий перевязочный материал для гнойных ран / Проф. С. А. Новотельнов ; АН СССР, Ботан. ин-т им. В. Л. Комарова; [отв. ред. проф. В. П. Савич]. — М. ; Л. : Изд-во АН СССР, 1941. — 55, [1] c.
- Новотельнов С. А. Иммобилизация переломов в войсковом районе. М., Медгиз, 1942.